# Sauber C33
Pour les articles homonymes, voir C33 (homonymie).
Chronologie des modèles (2014)
Sauber C32 Sauber C34
La Sauber C33 est la monoplace de Formule 1 engagée par l'écurie suisse Sauber dans le cadre du championnat du monde de Formule 1 2014. Elle est pilotée par le Mexicain Esteban Gutiérrez, titulaire au sein de l'écurie depuis 2013, et l'Allemand Adrian Sutil, en provenance de l'écurie indienne Force India. Les pilotes essayeurs sont le Russe Sergey Sirotkin et le Néerlandais Giedo Van der Garde. Conçue par l'ingénieur français Éric Gandelin, la C33, présentée le 26 janvier 2014 à l'usine d'Hinwil en Suisse, reprend les bases de la réglementation technique en vigueur pour cette saison, avec notamment un moteur turbo, qui fait son retour dans la discipline.

## Création de la monoplace
La réglementation technique de la Formule 1 évoluant radicalement en 2014, la Sauber C33 est dotée d'un moteur V6 turbo Ferrari, d'un système de récupération de l'énergie cinétique de 161 chevaux contre 80 les années précédentes, un museau en fourmilier à 185 millimètres au-dessus du sol, un aileron avant raccourci de 150 millimètres et un gain de masse de 49 kilogrammes.
Techniquement, la Sauber C33 dispose d'un nez en fourmilier où les mâts d'aileron intègrent la largeur de la coque, entraînant une cassure du museau, à l'instar des Sauber C31 et C32 des saisons précédentes. L'aileron avant, inspiré de celui de la C32, se distingue par une écope latérale visible sur les dérives. La monoplace utilise des suspensions à tirants. L'aileron arrière est plus travaillé et s'incline vers le bas au niveau des extrémités. Les dérives arborent des ailettes plus imposantes que sur la C32. Le mât central obligatoire est arrondi au niveau de la boîte de vitesses, à l'instar de la Ferrari F14 T. La partie centrale de la monoplace présente des entrées d'airs plus importantes sur les pontons tandis que la prise d'air moteur est triangulaire. Une écope de sortie d'air au niveau des pontons permet de diriger le flux d'air vers l'aileron arrière.
Lors de la présentation de la C33, Éric Gandelin déclare : « Nos choix concernant la Sauber C33 nous laissent une grande flexibilité afin de réagir très rapidement. Il est aussi clair que la fiabilité jouera un rôle très important, surtout lors des premières courses. C’est donc un domaine sur lequel nous nous sommes concentrés en priorité ». L'ingénieur revient aussi sur l'aspect sécuritaire des changements de réglementation technique, notamment au niveau de l'avant de la monoplace : « Cela permet de réduire la probabilité de voir les voitures partir en l’air dans le cas d’un choc par l’avant. Cela réduit également le risque de blessures à la tête d’un autre pilote, ce qui aurait pu arriver avec les nez hauts d’avant. Ces changements sont combinés avec une nouvelle structure d’impact latéral, dont la conception est maintenant réglementée. Elle est la même pour toutes les équipes. Ces tubes sont globalement beaucoup plus grands et plus volumineux dans les pontons, surtout pour nous qui avions des pontons très minces dans la C32 de 2013 »,.
Monisha Kaltenborn, la directrice de l'écurie, estime qu'à cause « des grands changements sur le châssis et du côté du moteur, il est impossible de prédire notre compétitivité maintenant », mais espère que ses pilotes « seront vite à l’aise avec la voiture et que tous [nos] problèmes de fiabilité, parce qu’il y en aura, seront vite résolus pour travailler sur la performance et le développement ».

## Résultats en championnat du monde de Formule 1
| Saison | Écurie         | Moteur                      | Pneus   | Pilotes           | Courses | Courses | Courses | Courses | Courses | Courses | Courses | Courses | Courses | Courses | Courses | Courses | Courses | Courses | Courses | Courses | Courses | Courses | Courses | Points inscrits | Classement |
| Saison | Écurie         | Moteur                      | Pneus   | Pilotes           | 1       | 2       | 3       | 4       | 5       | 6       | 7       | 8       | 9       | 10      | 11      | 12      | 13      | 14      | 15      | 16      | 17      | 18      | 19      | Points inscrits | Classement |
| ------ | -------------- | --------------------------- | ------- | ----------------- | ------- | ------- | ------- | ------- | ------- | ------- | ------- | ------- | ------- | ------- | ------- | ------- | ------- | ------- | ------- | ------- | ------- | ------- | ------- | --------------- | ---------- |
| 2014   | Sauber F1 Team | Ferrari Type 059/3 V6 Turbo | Pirelli |                   | AUS     | MAL     | BAH     | CHI     | ESP     | MON     | CAN     | AUT     | GBR     | ALL     | HON     | BEL     | ITA     | SIN     | JAP     | RUS     | USA     | BRÉ     | ABU     | 0               | 10e        |
| 2014   | Sauber F1 Team | Ferrari Type 059/3 V6 Turbo | Pirelli | Esteban Gutiérrez | 13e     | Abd     | Abd     | 16e     | 17e     | Abd     | 14e*    | 19e     | Abd     | 14e     | Abd     | 15e     | 20e     | Abd     | 13e     | 15e     | 14e     | 14e     | 15e     | 0               | 10e        |
| 2014   | Sauber F1 Team | Ferrari Type 059/3 V6 Turbo | Pirelli | Adrian Sutil      | 12e     | Abd     | Abd     | Abd     | 16e     | Abd     | 13e     | 13e     | 13e     | Abd     | 11e     | 14e     | 15e     | Abd     | Abd     | 16e     | Abd     | 16e     | 16e     | 0               | 10e        |

Légende : ici
- * Le pilote n'a pas terminé la course mais est classé pour avoir parcouru plus de 90 % de la distance de course.